# أحمد إينال
إينال أحمد المعروف أيضًا باسم سيد أحمد إينال ، كان يلقب بجعفر بعد إالتحاقه بجيش التحرير الوطني، مجاهد ومدرس جزائري ولد في 21 فبراير 1931 في مدينة تلمسان . توفي في 1 نوفمبر 1956 بسيدي بلعباس بعد أن قتله الجيش الفرنسي بعد تعذيبه.

## تكريم
تكريما لروحه وحياته المهنية، قامت الدولة الجزائرية بتسمية بعض المؤسسات التربوية والشوارع بإسم أحمد إينال.
- مدرسة ثانوية تحمل اسمه في سيدي بلعباس.[1]

- شارع يحمل اسمه أيضًا في تلمسان.[2]
- متوسطة في بلدية منصورة بتلمسان تحمل أسمه.[3]

- قصيدة آنا غريكي بسبب لون السماء »، لإينال.[4]

## أنظر أيضا

### مقالات ذات صلة
- بن عودة بن زردجب
- آنا غريكي
- ثورة التحرير الجزائرية

### روابط خارجية
- كلية سلان (ابن خلدون) في تلمسان